# Ioánnis Tamourídis
Ioánnis Tamourídis (en grec moderne : Ιωάννης Ταμουρίδης), souvent appelé Yánnis Tamourídis (Γιάννης Ταμουρίδης ; né le 3 juin 1980 à Thessalonique) est un coureur cycliste grec. En 2013, il est le premier Grec à prendre part et à terminer un grand tour, cette année-là il est également le premier Grec à participer à Milan-San Remo, au Tour des Flandres et à Paris-Roubaix.

## Biographie
Entouré d'athlètes de demi-fond dans sa famille, Ioánnis Tamourídis découvre le cyclisme à l'âge de 15 ans grâce à un ami. Sélectionné en équipe nationale dans les catégories de jeunes, il participe aux championnats du monde sur route juniors en 1998,, et des moins de 23 ans en 2000, où il est onzième du contre-la-montre,, en 2001, et en 2002,.
Jusqu'en 2008, Ioánnis Tamourídis court essentiellement sur piste. Il y remporte des titres de champions de Grèce dans plusieurs disciplines. Il est médaillé d'argent de la course aux points aux championnats du monde de cyclisme sur piste 2005 et médaillé de bronze du scratch l'année suivante. Durant cette période, il décroche également plusieurs titres nationaux sur route.
À partir de 2009, il roule davantage sur route. Il crée avec un ami la première équipe continentale grecque, SP Tableware, dont il est membre de 2009 à 2012 Il obtient quatre titres consécutifs de champion de Grèce du contre-la-montre durant cette période, ainsi que deux titres en course en ligne, en 2010 et 2011. En 2012, il représente la Grèce lors de la course sur route des Jeux olympiques de Londres.
En 2013, il est recruté par l'équipe Euskaltel Euskadi, qui évolue au sein de l'UCI World Tour. Jusque-là exclusivement basque, cette équipe s'ouvre en 2013 à un recrutement international. Ioánnis Tamourídis devient le premier Grec à participer à plusieurs courses sur route majeures : Milan-San Remo, le Tour des Flandres, Paris-Roubaix et le Tour d'Italie. Il termine ce dernier à la 152e place au classement final, après s'être classé trois fois parmi les quinze premiers d'étapes.
En toute fin de saison, lors du dernier jour de course de l'équipe Euskaltel Euskadi, il se distingue en devenant le premier Grec à terminer dans les dix premiers d'une classique de l'ex-Coupe du monde UCI, en terminant à la neuvième place de Paris-Tours.
En 2014, il retrouve la formation SP Tableware et s'impose lors de la 4e étape du Tour de Taïwan. Il termine également second du classement général de l'épreuve derrière le grimpeur français Rémy Di Grégorio.
En 2015, la formation SP Tableware cesse ses activités et il signe dans la formation azerbaiji Synergy Baku Project. Pour ses premiers pas sous ses nouvelles couleurs, il gagne un nouveau titre de champion de Grèce du contre-la-montre et obtient la médaille d'argent du championnat des Balkans sur route. Plus tard dans la saison, il termine second du Tour d'Estonie.
Au premier semestre 2016, il devient une nouvelle fois champion de Grèce du contre-la-montre.
Ayant intégré l'encadrement de l'équipe Intermarché-Wanty-Gobert Matériaux, il quitte cette formation, renommée Intermarché-Circus-Wanty, en fin d'année 2023.

## Palmarès sur piste

### Championnats du monde
- Stuttgart 2003
  - 16e de la course aux points
- Los Angeles 2005
  -  Médaillé d'argent de la course aux points
  - 13e du scratch
- Bordeaux 2006
  -  Médaillé de bronze du scratch
  - 6e de la course aux points
- Palma de Majorque 2007
  - 8e du scratch
  - 17e de la course aux points
- Ballerup 2010
  - Abandon sur la course aux points
- Apeldoorn 2011
  - 15e de l'omnium
  - 16e de la poursuite par équipes

### Coupe du monde
- 2004-2005
  - 2e de la course aux points à Sydney
  - 3e du scratch à Manchester
- 2005-2006
  - 2e de la course aux points à Los Angeles
  - 3e du scratch à Manchester
- 2006-2007
  - 2e de la course aux points à Manchester
- 2009-2010
  - Classement général de la course aux points
  - 1er de la course aux points à Cali
  - 2e de la course aux points à Melbourne

### Championnats d'Europe
- Büttgen 2002
  -  Médaillé d'argent de la course aux points espoirs

### Championnats des Balkans
- Champion des Balkans de poursuite juniors : 1998
- Champion des Balkans de la course aux points juniors : 1998
- Champion des Balkans de poursuite par équipes juniors : 1998
- Champion des Balkans de poursuite par équipes : 1999
- Champion des Balkans de la course aux points : 2007

### Championnats nationaux
- Champion de Grèce de la poursuite juniors : 1997
- Champion de Grèce de la course aux points juniors : 1997
- Champion de Grèce de la course aux points : 2005, 2006, 2007, 2011 et 2012
- Champion de Grèce de la poursuite : 2005, 2006, 2007 et 2012
- Champion de Grèce du scratch : 2006, 2007 et 2012
- Champion de Grèce de l'omnium : 2011

## Palmarès sur route

### Palmarès par année
| - 1997 - Champion de Grèce sur route juniors - Champion de Grèce du contre-la-montre juniors - 1998 - Champion des Balkans sur route juniors - Champion des Balkans du contre-la-montre juniors - Champion de Grèce sur route juniors - Champion de Grèce du contre-la-montre juniors - Tour de Grèce juniors - Firenze–Naples - 2000 - Champion de Grèce du contre-la-montre - Champion de Grèce du contre-la-montre espoirs - 2e du championnat de Grèce sur route - 2001 - Champion de Grèce du contre-la-montre espoirs - 2e du championnat de Grèce sur route espoirs - 2002 - Champion des Balkans du contre-la-montre - Champion de Grèce sur route espoirs - Champion de Grèce du contre-la-montre espoirs - Prologue du Tour de Grèce - 2003 - Champion de Grèce du contre-la-montre - 3e du Tour de Grèce - 2005 - Champion de Grèce du contre-la-montre - 2006 - Champion de Grèce sur route - Champion de Grèce sur route militaires - 1re (contre-la-montre), 3e et 4e étapes du Mémorial de la Bataille de Crète - 2007 - Champion de Grèce sur route militaires - 2009 - Champion de Grèce du contre-la-montre - Champion de Grèce sur route militaires - Prologue du Tour de Roumanie - 3e du Tour du Maroc - Médaillé de bronze du contre-la-montre aux Jeux méditerranéens - 2010 - Champion de Grèce sur route - Champion de Grèce du contre-la-montre - Tour of Lakonia Region : - Classement général - 1re et 2e étapes - 3e du Tour de Roumanie | - 2011 - Champion de Grèce sur route - Champion de Grèce du contre-la-montre - Champion de Grèce sur route militaires - 3e étape du Jelajah Malaysia - 2ea étape du Tour de Grèce (contre-la-montre) - 2e étape du Mémorial de la Bataille de Crète - 2e étape du Tour de Roumanie - 1re étape du Tour of Szeklerland - 2e du Tour de Grèce - 2e du Jurmala GP - 2e du Tour de Roumanie - 2e du Tour of Szeklerland - 3e du Jelajah Malaysia - 3e du Grand Prix de la ville de Nogent-sur-Oise - 2012 - Champion de Grèce du contre-la-montre - Champion de Grèce sur route militaires - Circuit d'Alger - Sacrifice Race : - Classement général - 1re étape - 1re, 7e et 9e étapes du Tour de Roumanie - 4eb étape du Tour of Szeklerland - 3e du Tour de Grèce - 2013 - Champion de Grèce sur route - Champion de Grèce du contre-la-montre - 9e de Paris-Tours - 2014 - 4e étape du Tour de Taïwan - 2e du Tour de Taïwan - 2e du championnat de Grèce du contre-la-montre - 3e du championnat de Grèce sur route - 2015 - Champion de Grèce du contre-la-montre - Médaillé d'argent du championnat des Balkans sur route - 2e du championnat de Grèce sur route - 2e du Tour d'Estonie - 2016 - Champion de Grèce sur route - Champion de Grèce du contre-la-montre |

### Résultats sur les grands tours

#### Tour d'Italie
- 2013 : 152e

### Classements mondiaux
| Année           | 2005 | 2006 | 2007 | 2008 | 2009 | 2010 | 2011 | 2012 | 2013 | 2014 | 2015 | 2016 |
| --------------- | ---- | ---- | ---- | ---- | ---- | ---- | ---- | ---- | ---- | ---- | ---- | ---- |
| UCI World Tour  |      |      |      |      |      |      |      |      | nc   |      |      |      |
| UCI Africa Tour |      |      |      |      | 55e  |      |      | 31e  |      |      |      |      |
| UCI Asia Tour   |      |      |      |      |      | 270e | 109e |      |      | 47e  | 92e  |      |
| UCI Europe Tour | 603e | 410e |      |      | 325e | 152e | 25e  | 100e |      | 431e | 99e  | 391e |

## Palmarès en VTT
- 1997
  -  Champion de Grèce de cross-country juniors